# Самсунг Галакси A20
Samsung Galaxy A20 – е Android смартфон на Samsung Electronics от бюджетен клас, част от А-серията на Samsung Galaxy. Устройството беше представено на 19 март 2019 г. в Русия.
Порталът GSMArena многократно включва Galaxy A20 в ТОП 10 популярни смартфона на седмицата, като най-често моделът е заемал 9-о място в тази класация.

## Спецификации
Galaxy A20 има 6,4-инчов екран със съотношение на страните 19,5:9. Матрица Super AMOLED с резолюция 1560 x 720 и плътност на пикселите от 268 ppi. Екранът е защитен от 2.5D стъкло. Смартфонът работи с 8-ядрен процесор Exynos 7884. Телефонът идва с 3 GB оперативна памет и 32 GB вградена памет. Има поддръжка за MicroSD карти с капацитет до 512 GB. Основната камера е двойна: 13 + 5 MP. Селфи камера 8 MP. Батерия вградена Li-Po 4000 mAh.
Galaxy A20 работи с операционна система Android Pie (9.0) с фирмен потребителски интерфейс OneUI 1.x. Моделът не поддържа функцията Always on Display и услугата за гласов асистент Bixby. Има отключване чрез лицево разпознаване и скенер за пръстов отпечатък.

## Продажби
Samsung Galaxy A20 е петият по продажби смартфон в света през 2019 г., тогава са продадени 19,2 милиона устройства.
Най-продаваният смартфон на Samsung в глобален мащаб за 2019 е бил Samsung Galaxy A50, а след него се нареждат Samsung Galaxy A10 и Samsung Galaxy A20.